# Kulturåret 1731

## Händelser
- Okänt datum - Ett tyskt teatersällskap spelar på Stora Bollhuset i Stockholm till 1737.

## Nya verk
- Histoire de Charles XII av Voltaire.
- Manon Lescaut av Abbé Prévost.

## Födda
- 7 september – Elisabetta de Gambarini (död 1765), brittisk kompositör.
- 24 december - Gustaf Fredrik Gyllenborg (död 1808), svensk författare och ledamot av Svenska Akademien.
- okänt datum - Lars Bolander (död 1794), svensk kunglig hovmålare.

## Avlidna
- 24 april - Daniel Defoe (född 1660), engelsk författare.